# Antonia Plana
Antonia Plana (1889-1952) fue una actriz española.

## Biografía

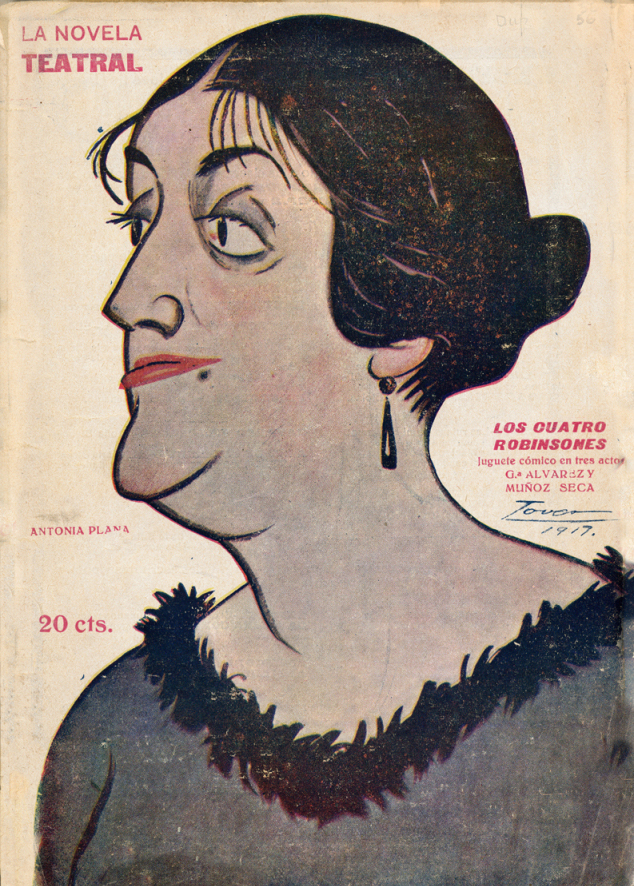
Caricaturizada por Tovar para La Novela Teatral (1918)

Actriz fundamentalmente teatral, en su juventud formó compañía con su esposo, el también actor Emilio Díaz. Al enviudar en 1929, se vinculó profesionalmente a Emilio Llano.[cita requerida] Gran dama del teatro español de la primera mitad del siglo XX, estrenó decenas de obras, entre las que se encontraron La propia estimación, Los habitantes de la casa deshabitada, El amor solo dura 2.000 metros y Los ladrones somos gente honrada.
Tuvo también una breve trayectoria cinematográfica, destacando su papel de la criada Petra en El crimen de la calle de Bordadores, de Edgar Neville.
Falleció en Madrid el 29 de marzo de 1952.

## Premios
Medallas del Círculo de Escritores Cinematográficos
| Año  | Categoría               | Película                            | Resultado |
| ---- | ----------------------- | ----------------------------------- | --------- |
| 1946 | Mejor actriz secundaria | El crimen de la calle de Bordadores | Ganadora  |